# Taser International
Pour les articles homonymes, voir Axon (homonymie).
Cet article concerne l'entreprise. Pour l'arme sublétale, voir pistolet à impulsion électrique.
Axon Enterprise, Inc. est une société spécialisée dans les appareils de sécurité individuels non létaux. Elle est particulièrement connue car son précédent nom, Taser International, est confondu avec les pistolets à impulsion électrique, dont elle est un fabricant reconnu.

## Historique
Le 6 avril 2017, la société est rebaptisée Axon afin de se refaire une image.

## Taser France
En France, c'était la société SMP Technologies qui était distributeur exclusif du pistolet à impulsion électrique « Taser X-26 » jusqu'au  31 décembre 2012. Cette société, située à Paris et dirigée par Antoine di Zazzo,  distribue également les produits « Stoper » (Taser C2) ainsi que « Idrone ». Depuis le 1er septembre 2010, c'est la société TASER International Europe SE qui s’occupe directement des nouveaux marchés européens dont celui de la France[réf. nécessaire].